# ルーペ・ヴェレス

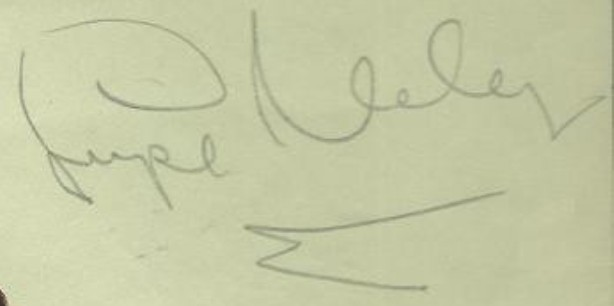
ヴェレスのサイン

ルーペ・ヴェレス（Lupe Vélez、1908年7月18日 - 1944年12月13日）は、メキシコ出身のショーガール、舞台・映画女優。
メキシコのヴォードヴィル演者として経歴を開始。アメリカ合衆国に移住後、1927年『ガウチョ』で長編映画初出演を果たし、ダグラス・フェアバンクスと共演した。10年後には主演女優に成長し、アメリカ合衆国で成功を収めたメキシコ人女優の草分の1人となった。1940年代、ヴェレスの人気はその火のような個性を存分に活かした映画『Mexican Spitfire』シリーズで頂点に達した。
マスコミからメキシコのスピットファイア（癇癪持ち）と呼ばれたヴェレスの私生活は、スクリーン上と同様に華やかであった。世間を賑わしたさまざまな恋愛や、ジョニー・ワイズミュラーとの波乱に富んだ結婚。1944年12月、ヴェレスは意図的なセコナール（睡眠剤）服用過多で亡くなった。彼女の死とそれを取り巻く状況は、憶測と論争を呼んだ。

## 生い立ち
独裁者ポルフィリオ・ディアスの軍の大佐であった父ハコボ・ヴィラロボス・レイジェスと、オペラ歌手ともヴォードヴィル歌手ともされる母ホセフィーナ・ヴェレスの娘としてメキシコのサン・ルイス・ポトシに生まれる。3人の姉妹メルセデス、レイナ、ホセフィーナ及びエミグディオという兄弟がいる。ヴェレスのまたいとこによればヴィラロボスの一族はサン・ルイス・ポトシでも有名で、当時としては珍しく男性の親族のほとんどが大学を出ていた。 財政的にも豊かで豪邸に使用人と共に住んでいた。
13歳の時、両親はアワー・レディ・オブ・ザ・レイク（現在のアワー・レディ・オブ・ザ・レイク・ユニバーシティ）で学ばせるため、彼女をテキサス州サンアントニオに送り出した。アワー・レディ・オブ・ザ・レイクでヴェレスは英会話を習い、ダンスを始めた。後に彼女はダンスの授業は好きであったが、それ以外では劣等生であったと認めている。メキシコ革命勃発後、父ハコボは戦場に向かい、ヴェレスは学校を辞めメキシコに戻った。家計を助けるため、彼女はデパートで働き始めた。

## 来歴

### 初期
ヴェレスは1920年代初めからメキシコのレビューで舞台を踏むようになる。最初は一家の姓ヴィラロボスを名乗ったが、戦場から戻った父親は（いくつかの情報源で戦死しなかった事が確認出来る）娘の舞台演者になるという決意に憤慨した。ハコボはその職業を自分たちの社会的地位より下賎なものと見なし、娘がヴィラロボスの姓を「汚し」続けるのを許さなかった。そこで彼女は母の旧姓ヴェレスを芸名として選んだ。
最初の舞台出演はマリア・コネサのレビューで、「Oh Charley, My Boy」を歌い、シミーを踊った。1924年、ヴェレス姉妹の友人である若いピアニスト、アウシリオ・カンポスが舞台プロデューサーのカルロス・オルテガとマニュエル・カストロにヴェレスを推薦した。オルテガとカストロはリージス劇場でシーズンレビューの準備中で、1925年3月にヴェレスを雇い入れた。同年後半、レビュー「Mexican Rataplan」と「¡No lo tapes!」で主演を射止める。彼女の思わせぶりな歌と挑発的なダンスは観客の心を掴み、瞬く間にメキシコのヴォードビル界でトップスターの地位を確立した。最盛期には1日35ペソを稼ぎ、メキシコで最も稼ぎの多いヴォードビル出演者の1人になっていた。1年半後、マネージャーが昇給を認めなかったためレビューを去った。その後プリンシパル劇場に参加するも「攻撃的な態度」を理由に3ヵ月後に解雇された。しかし直ぐにリリコ劇場に雇われ、日給が100ペソにまで上がった。移り気で利かん気な性格と、他の出演者との確執はしばしばメキシコのマスコミを賑わすと同時に、彼女の衆目を集める能力も開花した。1925年10月、メキシコの新聞ラ・プレンサは彼女がタレント・コンテストでヴォードビルのライバル、セリア・パディーヤの後塵を拝し2位に甘んじた後に自殺を図ったと報じた。記事はもっともらしく誇張され、メディアは数ヶ月に亘りパディーヤとの確執を報道し続けた。
1926年、ヴェレスの舞台を観たアメリカ人男性フランク・ウッドワードは、舞台監督のリチャード・ベネット（女優ジョーン・ベネットとコンスタンス・ベネットの父）に彼女を推薦した。ベネットは彼の次の舞台『The Dove』でメキシコの酒場の歌手を演じる女優を探していて、ヴェレスに劇に出演するようロサンゼルスに招待する電報を送った。ヴェレスはキューバの舞台に立つ予定であったが、急遽計画を変更してロサンゼルスへ旅立った。
ロサンゼルスでヴェレスはコメディエンヌのファニー・ブライスと出会った。ブライスはヴェレスに魅了され、後年彼女ほど魅力的な個性に出会った事は無かったと語った。彼女はダンサーとしてのヴェレスをプロモートし、ニューヨークで踊れるようフローレンツ・ジーグフェルド・ジュニアに推薦した。ロサンゼルスを発つ準備をしていたヴェレスのもとにメトロ・ゴールドウィン・メイヤーのプロデューサー、ハリー・ラプフからスクリーンテストのオファーが舞い込んだ。プロデューサー・監督のハル・ローチはスクリーンテストを見て、ローレル&ハーディ主演の短編喜劇映画『Sailors, Beware!』の端役に起用した。

### 初期の映画

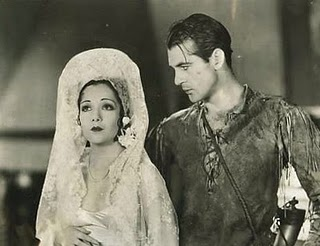
『狼の唄』（1929年）のヴェレスとゲイリー・クーパー

短編映画『Sailors, Beware!』で銀幕デビューを果した後、ローチのもう1本の短編映画『What Women Did for Me』（1927年）にも出演した。同年ダグラス・フェアバンクスの次回作『ガウチョ』のスクリーンテストを受ける。 伝えられるところによればフェアバンクスはヴェレスを甚く気に入り、直ちに契約を結んで共演者として雇い入れた。1927年の公開と同時に『ガウチョ』はヒットし、批評家は勇敢な演技と印象的なスタントで知られるフェアバンクスと並んで引けを取らないヴェレスの力量を順当に評価した。
1928年、2本目の長編作品であるドナルド・クリスプ監督の『突撃』に出演。同年ワンパス・ベビー・スターズの1人に選ばれる。1929年、D・W・グリフィス監督の『心の歌』に出演、またトッド・ブラウニング監督の『獣人タイガ』で若い中国人女性を演じた。気まぐれで短気な（しばしば没落した、或いは単に娼婦である）異国・少数民族の女性を演じ続けたため、ゴシップ欄の記者たちは「メキシコのハリケーン」、「メキシコの山猫」、「メキシコの向こう見ず」、「荒々しいルーペ」、「辛口のタマレ」とヴェレスを称した。

### 1930年代
1929年には、映画産業はサイレント映画からトーキーへと移行していた。当時のスターの内の何人かは、訛りの強い英語や初期の貧弱な録音技術に耐えられない声質のために職を失った。スタジオの経営者たちは、ヴェレスの訛りがトーキーへの移行を妨げるであろうと予想した。その懸念は1929年にリンチンチンと共に出演した初のトーキー『激流恋をのせて』により払拭された。リンチンチンの人気により映画はヒットし、ヴェレスのトーキーにおける地位が確立された。

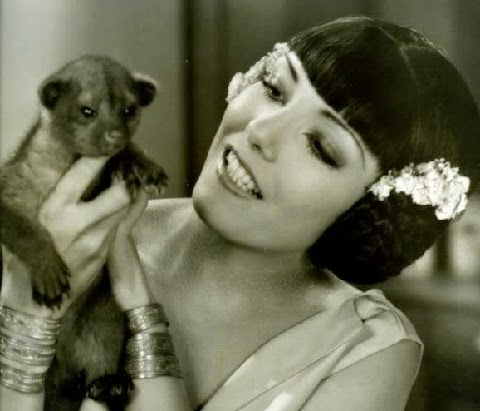
『東は西』（1930年）

1930年、トーキー時代の幕開けと共にヘンリー・キング監督の『地獄の波止場』、ウィリアム・ワイラー監督の『嵐』、エドワード・G・ロビンソンと共演した犯罪映画『東は西』といった「プレ・コード映画」に出演。1931年、セシル・B・デミル監督の『スコオ・マン』に出演。W・S・ヴァン・ダイク監督のミュージカル映画『キューバの恋唄』でローレンス・ティベットと共演。1932年、サイレント映画『ザンジバーの西』（1928年）のトーキーによるリメイク作品『情炎のコンゴ』でウォルター・ヒューストンと共演。また『Resurrección』（1931年、『復活』のスペイン語版）や『Hombres en mi vida』（1932年、『キューバの恋唄』のスペイン語版）など、ユニバーサル・スタジオ製作映画のスペイン語版にも出演した。ヴェレスは間もなく、喜劇の中で美しいが気紛れなキャラクターを演じる事が自分に相応しいと気付く。
1932年2月、ブロードウェイの興行主フローレンツ・ジーグフェルド・ジュニアとミュージカルレビュー『Hot-Cha!』で「コンチータ」役を演じる契約を結び、映画の仕事を休業してニューヨークへと向かった。ショーにはバート・ラー、エレノア・パウエル、バディ・ロジャースも出演した。ショーは当初から問題が山積みであった。1932年当時、ジーグフェルドは世界恐慌と高額なブロードウェイの舞台に訪れる観客の減少により、財産の大部分を失っていた。ジーグフェルドはショーの資金調達のためエディ・カンター及び2人の名の知られたギャング、ダッチ・シュルツとワキシー・ゴードン（彼らはショーに「Laid In Mexico」というサブタイトルを付けろと主張した）、から金を受け取る事を強要されていた。3月8日にジーグフェルド劇場で初日を迎えたショーは、リンドバーグ愛児誘拐事件が大きく影を落とした。ショーは脚本の弱さと極めて猥褻な構成を指摘され概ね批評家から酷評されたが、バート・ラーの演技とジョセフ・アーバンの舞台美術は称賛された。『Hot-Cha!』は119公演の後1932年7月18日に千秋楽を迎えた。ショーはジーグフェルドの慢性的な放縦により黒字にはならず、7月22日に亡くなった彼にとって最期の仕事となった。
1932年末、『宣伝第一』でリー・トレイシーと共演。1933年初め、ヴィクター・マクラグレン、エドマンド・ロウと共に『ホット・ペッパー』に出演。同年後半、ミュージカル・レビュー『Strike Me Pink』でジミー・デュランテと共演するためブロードウェイに戻った。1934年、『頓馬パルーカ』と『Strictly Dynamite』でデュランテと共演。同年「Slim Girl」役で「Laughing Boy」役のラモン・ノヴァロと『砂漠の新月』に出演。この作品は、売春に言及し「違法な」性行為を描写していると考えられ「娯楽映画として明らかに相応しくない卑しく不道徳で汚らわしい物語」と見なす、映画検閲官ジョセフ・ブリーンからの反駁を受けた。メトロ・ゴールドウィン・メイヤーはブリーンが不快であると指摘した箇所を差換えたが、粗悪な脚本がノヴァロの下落しつつある人気と相俟って映画は低迷した。『砂漠の新月』は静かに公開され、殆ど注目されなかった。映画を取り上げた数少ない批評は、作品自体は酷評したがヴェレスの演技は称賛した。

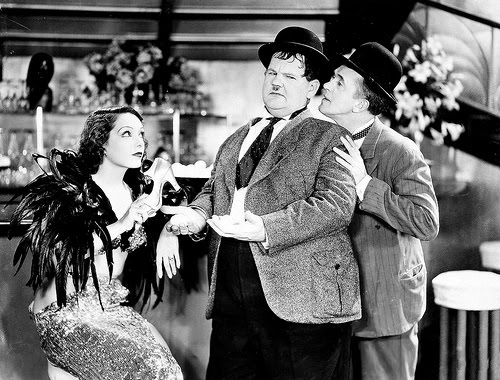
『ハリウッド・パーティー』（1934年）のヴェレスとローレル&ハーディ

ヴェレスは人気女優であったが、RKOは1934年に彼女との契約を更新しなかった。数年間、フリーの女優として様々なスタジオで仕事をし、2年間イングランドで過ごし、『The Morals of Marcus』と『Gypsy Melody』（いずれも1936年）に出演した。翌年ロサンゼルスに戻り、ウィーラー&ウールジのコメディ『High Flyers』（1937年）に出演。ヴォードビル時代から演じていたルーチンでは、当時の人気女優シモーヌ・シモン、長年のライバルであるドロレス・デル・リオ、シャーリー・テンプルに扮した。
1938年、コール・ポーターによるミュージカル『You Never Know』で最後のブロードウェイ出演を果たす。ショーは批評家からの評価は低かったが、ヴェレスと共演者のリビー・ホルマンとの確執のお陰で広く知れ渡った。ポーターがヴェレスのために書き下ろした歌にホルマンが不快を示した事から、直ちに2人の反発が始まった。ホルマンはヴェレスがショーで披露するグロリア・スワンソン、キャサリン・ヘプバーン、シャーリー・テンプルといった女優のものまねで注目を集める事にもイライラしていた。またヴェレスがホルマンの楽屋入口の外で放尿したとも伝えられている。この確執はニューヘイブンでの公演中、カーテンコールの際にヴェレスがホルマンを殴り、パンダ目にした事で頂点に達した。事実上2人の争いにより、ショーは終焉を迎えた。
同年、初めてのメキシコ映画に主演するためメキシコシティへ帰還すると、1万人のファンから歓迎を受けた。映画『La Zandunga』は、フェルナンド・デ・フェンテスが監督、メキシコの俳優アルトゥーロ・デ・コルドヴァが共演、批評的にも興行的にも成功を収めた。ヴェレスは更に4本のメキシコ映画に出演する予定であったが、その代わりにロサンゼルスに戻りRKOに復帰した。

### 『Mexican Spitfire』シリーズと晩年

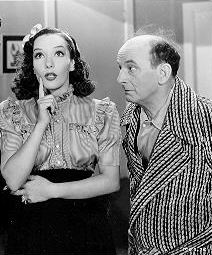
『Mexican Spitfire』（1940年）のヴェレスとレオン・エロール

1939年、B級コメディ『The Girl from Mexico』でレオン・エロール、ドナルド・ウッズと共演。この映画はB級映画にもかかわらずヒットし、RKOは続編『Mexican Spitfire』でヴェレス、エロール、ウッズを再び組ませた。映画は成功を収め、計8本の『Mexican Spitfire』シリーズが作られる切っ掛けとなった。シリーズを通じヴェレスは、優雅なアメリカ人紳士デニス・"デニー"・リンジーを夫に持つ、アクは強いが人なつっこいメキシコ人シンガー、カーメリタ・リンジーを演じた。Spitfireシリーズによりヴェレスの人気は再燃し、『Six Lessons from Madame La Zonga』（1941年）、ジョン・バリモアと共演した『プレイ・メイツ』（1941年）、『Redhead from Manhattan』（1943年）など、RKO、ユニバーサル・スタジオ、コロンビア ピクチャーズのミュージカルやコメディに主役として起用された。1943年、Spitfireシリーズの最後を飾る『Mexican Spitfire's Blessed Event』が公開された。その頃にはシリーズの目新しさは衰え始めていた。
1944年、エミール・ゾラの小説「ナナ」を原作とする映画『Nana』に主演するためメキシコに帰国、『Nana』は好評をもって迎え入れられた。これが最後の映画出演となった。クランクアップ後ヴェレスはロサンゼルスに戻り、ニューヨークの舞台出演の準備を始めた。

### イメージと個性

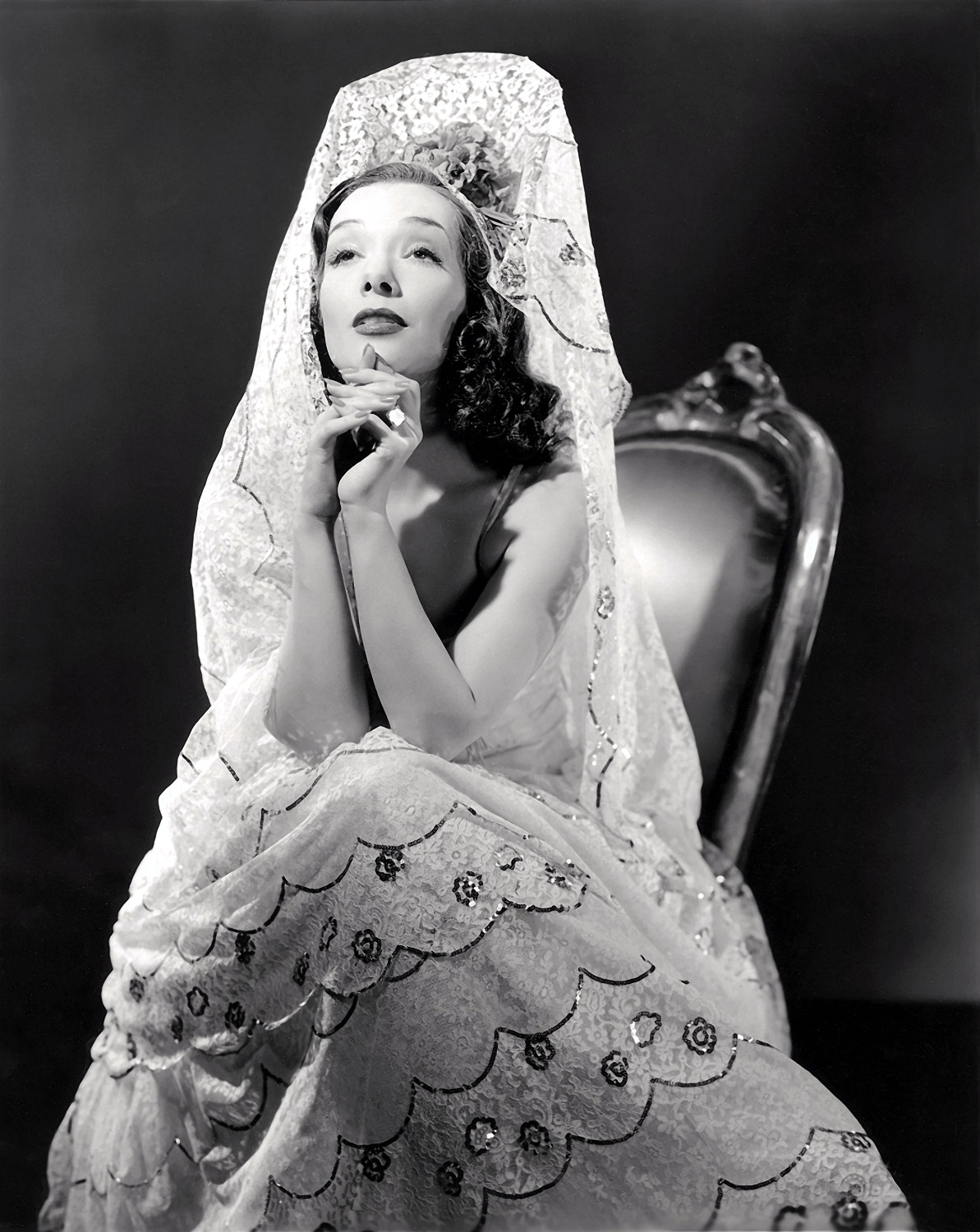
『Mexican Spitfire』（1940年）

キャリアを通じ、ヴェレスがスクリーン上で演じ続けた激しい気性を持つ情熱的で奔放な女性像は、スクリーン外のヴェレス自身の個性と密接に結びついている。マスコミはしばしば彼女を「メキシコのスピットファイア」、「メキシコのイットガール」、「メキシコの子猫」などと呼んだ。彼女は意識的に「お祭り騒ぎのルーペ」を売り込む選択をしたが、自身が自由奔放だという見解は否定した。1939年のインタビューで「…私が幸福な子犬のように感じていたら、幸福な子犬のようにくねくねします。頭に来ている時は叫びます。恋をしている時は歌います。愛し合っている時は恍惚状態で叫びます。これは自由奔放ですか? いいえ! これがルーペであるという事なんです!」と語っている。スクリーン外の行状もスクリーン上の人格と彼女自身の人格の境界を曖昧に見せる要因であった。彼女の死後ジャーナリストのボブ・トーマスは、ヴェレスが派手な服を着て可能な限りの大騒ぎをして「ハリウッドシーンで活気のある存在」であった事を回想した。毎週金曜日の夜ボクシングの試合を観戦しにハリウッド・レギオン・スタジアムに出向き、リングサイドの客席の上に立ち、ボクサーに向かって叫んでいた。また露出好きで無防備で目立ちたがりなイメージが広まる要因となったエピソードは事欠かない。パーティーで踊っている時によくスカートを持ち上げ、しかもパンティーを履いていない事を人々に見せびらかしていたという証言がある。『Hot-Cha!』で共演したバート・ラーは、ヴェレスが衣裳が窮屈だと言って、裸でリハーサルを行なっていたと語った。Photoplay誌の記者ルース・ビアリーは女優の自宅を訪ねた時「鏡の前で誇示するヴェレスを目撃した。…小さな子供が仲間に見せつけるのと同じくらい公然と、無意識に自分に自分自身を見せていた」と後日書いた。文書に裏付けられた彼女の癇癪や嫉妬も『Mexican Spitfire』の人物像を永続させる要因となった。しばしば大荒れとなる恋愛模様もタブロイド紙のネタとなり、彼女の経歴に影を投げかけた。ヴェレスはこれらの話を差し止めようとは全くせず、自身の恋愛話を語って聞かせるために定期的にゴシップ欄記者に連絡を入れていた。悪名高い気性の記録として度々繰り返される逸話には、当時の恋人ゲイリー・クーパーを口論の度にナイフで追い回し、ある時は数針縫うほど切り付けたという物がある。彼らの関係が終わった後、クーパーが電車に乗り込む際、ヴェレスは彼を拳銃で撃とうとした。俳優ジョニー・ワイズミュラーとの結婚期間、彼らの暴力的な夫婦喧嘩は定期的に報道された。クーパーの時と同様に2人の戦いと「情熱的な愛の行為」の度、擦り傷、痣、キスマークをワイズミューラーに負わせたと報じられている。
ヴェレスの怒りと嫉妬はプロフェッショナルとして、あるいはその他の点でライバルと見なした仲間の女優にしばしば向けられ、これはヴォードビル時代に始まって映画界でも習慣的に続いた。ヴェレスのイメージは奔放で心の内を率直に話す、女に特化した存在で「淑女」とは言い難い。同じメキシコの女優ドロレス・デル・リオが官能的でありながら上品で控え目で時に貴族の出であるかのように自己演出していたのと対照的である。ヴェレスはデル・リオをお高くとまったマリンチスモ（外国偏愛思想）だと批判した。1930年の『モロッコ』撮影中にゲイリー・クーパーと関係を持ったのではないかと疑ったマレーネ・ディートリヒのことも嫌っていた。ジェッタ・グーダル、リリアン・タッシュマン、リビー・ホルマンといった芸達者のユダヤ人に対抗心を持っていた事も確認されている。報復として映画『ハリウッド・パーティー』で嫌っていた女性たちの容赦ないものまねを演じたが、逆にメキシコ人の人気女優にものまねをされた時には自分勝手なルーペは激怒をしている。

## 私生活

### 交際と結婚
ヴェレスは何度か大々的に報道され、頻繁に大荒れとなる恋愛に夢中になった。ロサンゼルスに到着すると同時に、俳優のトム・ミックス、チャールズ・チャップリン、クラーク・ゲーブル（報道によると彼女が恋人とのプライバシーを公的に暴露すると言う評判のために始まった直後に関係は終わった）と関係を持った。注目を集めた初めての長期間の交際相手は俳優ゲイリー・クーパーであった。1929年に『狼の唄』撮影中にクーパーと出会い、2年間に及ぶ恋人関係が始まった。クーパーとの関係は情熱的ではあったが、度々荒れ狂った。怒り狂うとヴェレスは彼に身体的暴力を加えたとされる。結局ヴェレスに断固たる拒絶を示したクーパーの母アリスにより、1931年中頃2人は強制的に別れさせられた。その頃には苛烈な交際によりクーパーは体重が45ポンド（約20kg）減り、神経衰弱で苦しめられていた。パラマウント映画は、彼に回復するための休暇を取るよう命じた。クーパーが電車に乗り込む際、ヴェレスは駅に現れ拳銃を彼に向けて発砲した。
クーパーとの破局の後、俳優ジョン・ギルバートと短期間の交際を開始。ギルバートが3人目の妻アイナ・クレアと別れた1931年後半から付き合い始めた。2人は婚約したと伝えられているが1932年前半に別れ、ギルバートはクレアと復縁しようとした。

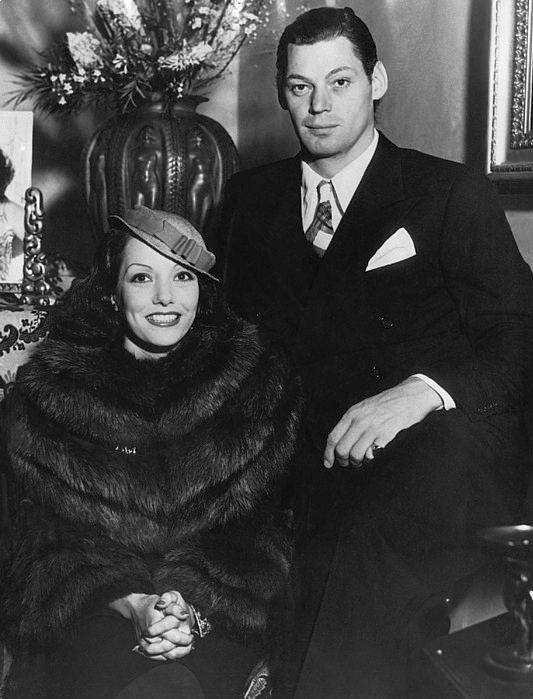
ジョニー・ワイズミュラーと
newspaper press photo（1934年）

その後間もなく、互いにニューヨークに滞在中に俳優のジョニー・ワイズミュラーと出会った。各々ロサンゼルスに戻った後、時折デートするようになったが、ヴェレスは同時に俳優エロール・フリンとも付き合っていた。1933年10月8日、ワイズミュラーとラスベガスで結婚。2人の関係もまた、家庭内の暴力や公然の諍いなど激しいものだった。結婚10ヵ月目の1934年7月、ヴェレスは虐待を理由に離婚訴訟を提出したが、1週間後にワイズミュラーと和解し訴状を取り下げた。1935年1月3日、ヴェレスは二度目の離婚訴訟を起こし、中間判決が下された。1ヵ月の調停後、この判決は退けられた。1938年8月、ヴェレスは再び虐待を理由に3度目の離婚訴訟を起こした。1939年8月、彼らの離婚は成立した。
離婚後の1940年後半、俳優のグイン・"ビッグ・ボーイ"・ウィリアムズと交際を始めた。彼らは婚約までしたが、結婚には至らなかったと言う。1941年後半には、作家のエーリヒ・マリア・レマルクと短期間交際していた。女優ルイーゼ・ライナーは、ヴェレスの気性が素晴らしいと「巨大な歓喜と共に」理解した、とレマルクが自分に語っていた事を後に回想した。彼はヴェレスが激怒して脱いだ靴で殴った事をライナーに報告していた。レマルクと別れた後、ボクサーのジャック・ジョンソンやジャック・デンプシー(自殺する当日のディナーに招いた親友のエステル・テイラーの前夫)と短期間関係を持った。
1943年、メキシコ映画『La Zandunga』の共演者であったアルトゥーロ・デ・コルドヴァと交際を始めた。この頃デ・コルドヴァはパラマウント映画と契約を結び、ハリウッドに移り住んでいた。デ・コルドヴァがメキシコの女優エンナ・アラナと結婚しており、4人の子供たちがいたにもかかわらず、1943年9月にゴシップ記者ルエラ・パーソンズのインタビューを受けた際、ヴェレスは2人が婚約していると公表した。彼女は「料理と家事」のためにデ・コルドヴァとの結婚後は引退する心算だとパーソンズに話した。デ・コルドヴァの妻が離婚を拒み、1944年前半に婚約は解消された。
その後ハラルド・マレシュ（芸名ハラルド・ラモンド）という、デ・コルドヴァが出演していた映画のエキストラをしていた若いオーストリア人俳優と付き合い始めた。1944年9月、ラモンドの子供を妊娠している事が判明。1944年11月下旬に婚約を発表。だが死の4日前にあたる12月10日にヴェレスは婚約を解消し、ラモンドを家から叩き出したと発表した。
婚約破棄の理由は、ラモンドの恋人フランチェスカ・ヴィティナーが彼との結婚の約束を反故にしたと言う事で、彼を告訴した事が切っ掛けであったと思われる。

## 死去

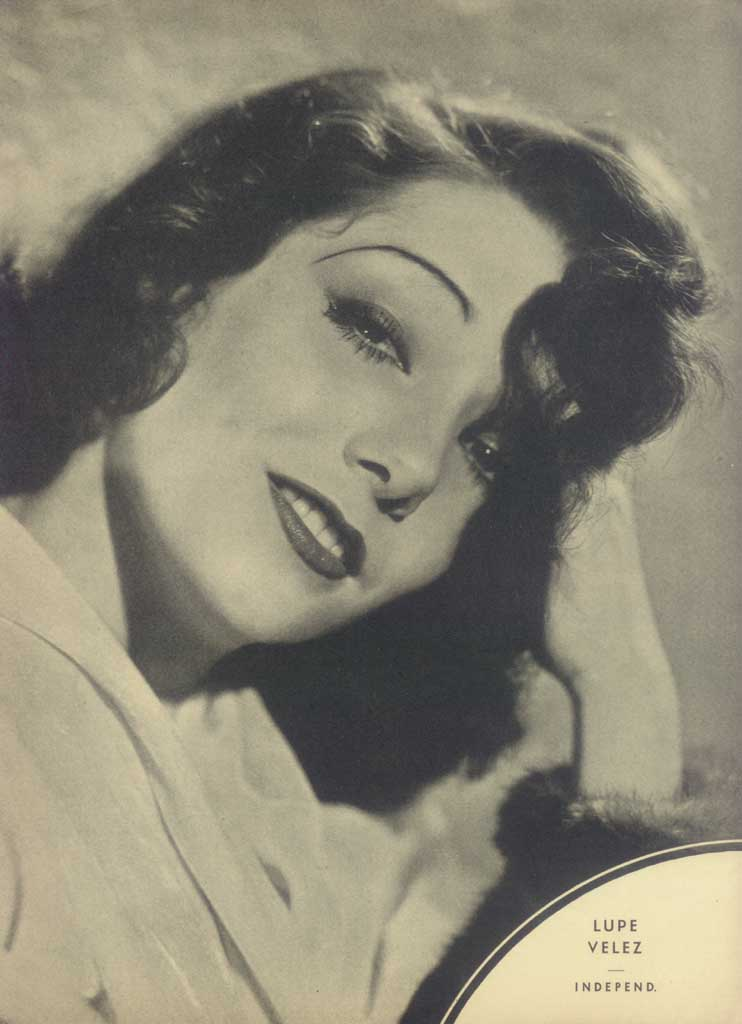
アルゼンチンの雑誌「Cinelandia」より（1933年8月）

1944年12月13日の夕方、ヴェレスは2人の友人、サイレント映画スターのエステル・テイラー、ベニータ・オーキーと食事を共にする。12月14日未明に75錠のセコナールと1杯のブランデーを飲み干して寝室へ退いた。秘書のビューロ・キンダーは朝になってヴェレスの遺体をベッドの上で発見。ハラルド・ラモンドに宛てた遺書が近くで発見された。
「ハラルドへ、神が貴男と私をお許しになりますよう。しかし私は、私たちの子供が恥と共に産み落とされるか堕ろされる前に、私と子供2人の命を消し去る事を選択します。 - ルーペ。」
メモの裏には以下のように書かれていた。
「何てことをするの、ハラルド、私と常に望んでもいなかった私たちの赤ちゃんを愛しているふりなんかして? 私にはもうこうする以外の道が無い、だからさようなら、そしてお元気で。愛するルーペ。」
ヴェレスの死の翌日、ハラルド・ラモンドはヴェレスの自殺に「とても困惑していて」たとえ2人が別れたとしても、どのようにしてもヴェレスとの結婚に同意したと報道陣に語った。ラモンドは以前彼が「赤ちゃんに姓を与える」ためだけに彼女と結婚すると書かれた協定書に署名するようヴェレスに求めた事を認めたが、2人が喧嘩して「機嫌が最悪だった」からそんな事をしただけだと主張した。ヴェレスが亡くなった日の前日夜9時から翌3時半まで一緒にいた女優のエステル・テイラーは、ヴェレスは自身の妊娠について話したが、妊娠中絶を受けるなら、むしろ自殺すると言っていた（ヴェレスは信心深いローマ・カトリック教徒であった）と記者に語った。ヴェレスの秘書ビューロ・キンダーはヴェレスがラモンドとの関係を絶った後、赤ちゃんを連れてメキシコに行く予定だったと後日話した。キンダーによればヴェレスはラモンドの愛が「見せかけ」で子供を堕ろそうと考えていると断じた後、直ちに心変わりした。
ヴェレスの死の翌日、ロサンゼルス郡検死官は、彼女の死を廻る状況を調査するため死因審問を開くよう要請した。12月16日、検死官はヴェレスが遺書を書いて自殺を図ったと結論付け、要請を取り下げた。12月22日、葬儀がロサンゼルスのフォレスト・ローン・メモリアル・パークの霊安室で執り行われた。元夫のジョニー・ワイズミュラーや俳優のギルバート・ローランドが棺を担ぐ人々に加わった。葬儀の後、ヴェレスの遺体は2回目の葬儀が12月27日に行われるメキシコシティーへと電車で送られた。その後ヴェレスはパンテオン・シビル・デ・ドロレス墓地に埋葬された。

### 替玉説と都市伝説
ヴェレスが私生児を産む恥を避けるために自殺したという検死官の結論にもかかわらず、一部の著作家は公認の報告書が全て真実というわけでは無いと推理した。
「From Bananas to Buttocks: The Latina Body in Popular Film and Culture」という書籍でローサ＝リンダ・フレゴソは、ヴェレスは現代の道徳的慣例への抵抗で知られており、彼女が私生児を産む事を受け入れられなかったとは考え難いと書いた。フレゴソはヴェレスが人生最後の年に最大の熱狂と落ち込みの徴候を示したと考えている。続けてヴェレスの死が双極性障害のような精神病を放置した結果という可能性があると推測する。
ジャーナリストのロバート・スレイツァー（後にマリリン・モンローと密かに結婚していたと主張）はヴェレスの死の2、3週前に、彼女の家で面談したと明言し、彼女はゲイリー・クーパー（当時クーパーは名士ヴェロニカ・"ロッキー"・バルフと結婚していた）の子供を身籠っていると彼に打ち明けたと言う。スレイツァーによると、クーパーは子供の父親がハラルド・ラモンドだと信じ込み、子供の認知を拒んだとヴェレスは語った。ヴェレスの死後、スレイツァーはクーパーにこの件について質問し、クーパーが父親であった可能性があると確認したと言う。スレイツァーは更にクララ・ボウ（1920年代にクーパーと交際していた）とも面談したと主張、ボウによればヴェレスの死の直前クーパーがボウに電話をかけ、ヴェレスを妊娠させたハラルド・ラモンドを殺してやりたいと叫んだ事を明かした。スレイツァーは、ボウはラモンドがヴェレスの子供の善き父親になるとは決して思っておらず、クーパーの評判を落とさないためにラモンドと結婚しようとしているのだと確信していた、と自分に語ったと断言した。伝記作家ミシェル・ヴォーゲルは、クーパーが父であったとしたら彼の不認知と1人で子供を育てなければならないという思いはヴェレスを「気が違った」ようにしたかも知れないと推測した。
ヴェレスの死はケネス・アンガーが1959年に著した書籍『ハリウッド・バビロン』で取り上げられた。アンガーが語る物語においては、ヴェレスはサテンのベッドの上で美しい自殺のシーンを演じる予定であったが、服用したセコナールが昨晩に食べた「メキシコの香辛料を効かせた最後の晩餐」と相性が悪かった。その結果ヴェレスは気分が非常に悪くなり、予定通りにベッドで死ぬ代わりに酩酊状態で洗面所の方へ嘔吐しながらよろめきつつ向かい、バスルームのタイルで足を滑らせオニキス製のトイレに突っ込んでそのまま溺れ死んだ。メイドのファニータが翌朝女主人を発見したとアンガーは主張した（秘書のビューロ・キンダーは洗面所やトイレに頭を突っ込んだ状態で無く、ベッドの上で雇い主の遺体を発見した）。アンガーの見解は報道や公的な判決を真っ向から否定しているにもかかわらず、ちょっとした都市伝説となり何度も事実として繰り返し語られた。ヴェレスの伝記作者ミシェル・ヴォーゲルは、ヴェレスが「洗面所の方へよろめきながら行った」と言うが、大量のセコナールを服用した後にベッドから出て行くことさえ「実質的に不可能だった」と指摘した。セコナールは小量でも効き目が早い事で有名であり、ヴェレスの死は一瞬であったと推測される。死亡診断書は死因として「セコナールの摂取」による「セコナール中毒」を挙げており溺死では無い。更にヴェレスが吐いたことを示す証拠も無かった。
そして2012年に出版された書籍で、長年警察署内で行方不明になっていたヴェレスの鮮明な自殺現場写真が掲載されたが、その写真を見ると彼女は大きな花のコサージュの付いた美しいロングワンピースを着用し、大きな衣服の乱れも無く仰向けで足を揃えて眠るが如く穏やかな表情で床の上に横たわっているのが分かる。そして顔面はグラビア撮影時のような完璧なメイクを施し、まるで映画のワンシーンを切り取ったのと勘違いするほど美しい死顔であった事から考察すると、彼女の死因は明らかに溺死ではない事が分かる。

## 記念
映画界への貢献により、ハリウッド大通り6927のハリウッド・ウォーク・オブ・フェームにルーペ・ヴェレスの星型プレートがある。

## フィルモグラフィー

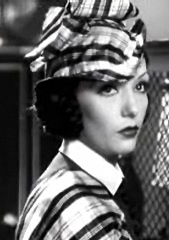
『砂漠の新月』（Laughing Boy、1934年）

### 1927–1929
| 年   | 原題                  | 邦題           | 役名              | 監督                       | 他の出演者                                     |
| ---- | --------------------- | -------------- | ----------------- | -------------------------- | ---------------------------------------------- |
| 1927 | What Women Did for Me |                | Bit Part          | ジェームズ・パロット       | チャーリー・チェイス、R・ヘンリー・グレイ      |
| 1927 | Sailors, Beware!      |                | Baroness Behr     | フレッド・ギオル           | オリヴァー・ハーディ、スタン・ローレル         |
| 1927 | The Gaucho            | ガウチョ       | The Mountain Girl | Ｆ・リチャード・ジョーンズ | ダグラス・フェアバンクス、ジョアン・バークレー |
| 1928 | Stand and Deliver     | 突撃           | Jania             | ドナルド・クリスプ         | ロッド・ラ・ロック、ワーナー・オーランド       |
| 1929 | Lady of the Pavements | 心の歌         | Nanón del Rayón   | D・W・グリフィス           | ジェッタ・グーダル、アルバート・コンティ       |
| 1929 | Wolf Song             | 狼の唄         | Lola Salazar      | ヴィクター・フレミング     | ゲイリー・クーパー、ルイス・ウォルハイム       |
| 1929 | Where East Is East    | 獣人タイガ     | Toyo Haines       | トッド・ブラウニング       | ロン・チェイニー、ロイド・ヒューズ             |
| 1929 | Tiger Rose            | 激流恋をのせて | Rose              | ジョージ・フィッツモーリス | モンテ・ブルー、H・B・ワーナー、リンチンチン   |

### 1930–1938
| 年   | 原題                 | 邦題               | 役名                        | 監督                         | 他の出演者                                           |
| ---- | -------------------- | ------------------ | --------------------------- | ---------------------------- | ---------------------------------------------------- |
| 1930 | Hell Harbor          | 地獄の波止場       | Anita Morgan                | ヘンリー・キング             | ジーン・ハーショルト、ジョン・ホランド               |
| 1930 | The Storm            | 嵐                 | Manette Fachard             | ウィリアム・ワイラー         | ポール・カヴァナー、ウィリアム・ボイド               |
| 1930 | East Is West         | 東は西             | Ming Toy                    | モンタ・ベル                 | エドワード・G・ロビンソン、リュー・エアーズ          |
| 1931 | Resurrection         | 復活               | Katyusha Maslova            | エドウィン・カリュー         | ジョン・ボールズ、ウィリアム・ケイリー               |
| 1931 | Resurrección         |                    | Katyusha Maslova            | エドゥアルド・アロザメナ     | ギルバート・ローランド、ブランカ・デ・カステホン     |
| 1931 | The Squaw Man        | スコオ・マン       | Naturich                    | セシル・B・デミル            | ワーナー・バクスター、エリナー・ボードマン           |
| 1931 | The Cuban Love Song  | キューバの恋唄     | Nenita López                | W・S・ヴァン・ダイク         | ローレンス・ティベット、ジミー・デュランテ           |
| 1932 | Hombres de mi vida   |                    | Julia Clark                 | エドゥアルド・アロザメナ     | ギルバート・ローランド、ラモン・ペレーダ             |
| 1932 | The Broken Wing      | 翼破れて           | Lolita                      | ロイド・コリガン             | メルヴィン・ダグラス、レオ・カリーロ                 |
| 1932 | Kongo                | 情炎のコンゴ       | Tula                        | ウィリアム・J・コーウェン    | ウォルター・ヒューストン、ヴァージニア・ブルース     |
| 1932 | The Half-Naked Truth | 宣伝第一           | Teresita "Princess Exotica" | グレゴリー・ラ・カヴァ       | リー・トレイシー、エウジェーニオ・パレット           |
| 1933 | Hot Pepper           | ホット・ペッパー   | Pepper                      | ジョン・G・ブライストーン    | ヴィクター・マクラグレン、エドマンド・ロウ           |
| 1934 | Palooka              | 頓馬パルーカ       | Nina Madero                 | ベンジャミン・ストロフ       | ジミー・デュランテ、スチュアート・アーウィン         |
| 1934 | Strictly Dynamite    |                    | Vera Mendez                 | エリオット・ニュージェント   | ジミー・デュランテ、ノーマン・フォスター             |
| 1934 | Laughing Boy         | 砂漠の新月         | Slim Girl                   | W・S・ヴァン・ダイク         | ラモン・ノヴァロ、ウィリアム・B・デイヴィッドソン    |
| 1934 | Hollywood Party      | ハリウッドパーティ | The Jaguar Woman            | オリヴァー・ハーディ         | スタン・ローレル、ジミー・デュランテ、ミッキーマウス |
| 1935 | The Morals of Marcus |                    | Carlotta                    | マイルス・マンダー           | イアン・ハンター、エイドリアンヌ・アレン             |
| 1936 | Gypsy Melody         |                    | Mila                        | エドモン・Ｔ・グレヴィル     | アルフレッド・ロード、ジェリー・ヴァーノ             |
| 1937 | High Flyers          |                    | Juanita                     | エドワード・F・クライン      | バート・ウイーラー、ロバート・ウールジー             |
| 1937 | Stardust             |                    | Carla de Huelva             | メルヴィル・W・ブラウン      | ベン・ライオン、ウォーレス・フォード                 |
| 1938 | La Zandunga          |                    | Lupe                        | フェルナンド・デ・フェンテス | アルトゥーロ・デ・コルドヴァ、ホアキン・パルダベ     |

### 1939–1944
| 年   | 原題                             | 邦題           | 役名                        | 監督                                              | 他の出演者                                                       |
| ---- | -------------------------------- | -------------- | --------------------------- | ------------------------------------------------- | ---------------------------------------------------------------- |
| 1939 | The Girl from Mexico             |                | Carmelita Fuentes           | レスリー・グッドウィンズ                          | レオン・エロール、ドナルド・ウッズ                               |
| 1940 | Mexican Spitfire                 |                | Carmelita Lindsay           | レスリー・グッドウィンズ                          | レオン・エロール、ドナルド・ウッズ                               |
| 1940 | Mexican Spitfire Out West        |                | Carmelita Lindsay           | レスリー・グッドウィンズ                          | レオン・エロール、ドナルド・ウッズ                               |
| 1941 | Six Lessons from Madame La Zonga |                | Madame La Zonga             | ジョン・ローリングス                              | レオン・エロール、ヘレン・パリッシュ                             |
| 1941 | The Mexican Spitfire's Baby      |                | Carmelita Lindsay           | レスリー・グッドウィンズ                          | レオン・エロール、チャールズ・"バディ"・ロジャース、ザス・ピッツ |
| 1941 | Honolulu Lu                      |                | Consuelo Córdova            | チャールズ・バートン                              | ブルース・ベネット、レオ・カリーロ                               |
| 1941 | Playmates                        | プレイ・メイツ | Carmen Del Toro             | デイヴィッド・バトラー                            | ジョン・バリモア、ジニー・シムズ                                 |
| 1942 | Mexican Spitfire at Sea          |                | Carmelita Lindsay           | レスリー・グッドウィンズ                          | レオン・エロール、ザス・ピッツ、チャールズ・"バディ"・ロジャース |
| 1942 | Mexican Spitfire Sees a Ghost    |                | Carmelita Lindsay           | レスリー・グッドウィンズ                          | レオン・エロール、チャールズ・"バディ"・ロジャース               |
| 1942 | Mexican Spitfire's Elephant      |                | Carmelita Lindsay           | レスリー・グッドウィンズ                          | レオン・エロール、ウォルター・リード                             |
| 1943 | Ladies' Day                      |                | Pepita Zorita               | レスリー・グッドウィンズ                          | エディ・アルバート、パッツィ・ケリー                             |
| 1943 | Redhead from Manhattan           |                | Rita Manners/Elaine Manners | ルー・ランダース                                  | マイケル・デュアン、ティム・ライアン                             |
| 1943 | Mexican Spitfire's Blessed Event |                | Carmelita Lindsay           | レスリー・グッドウィンズ                          | レオン・エロール、ウォルター・リード                             |
| 1944 | Nana                             |                | Nana                        | ロベルト・ガバルドン セレスティーノ・ゴロスティサ | ミゲル・アンヘル・フェリス、チェラ・カストロ、リリア・ミシェル   |

### 彼女自身として出演した短編映画
| 年   | タイトル                      | 備考 |
| ---- | ----------------------------- | ---- |
| 1929 | Hollywood Snapshots #11       |      |
| 1932 | The Voice of Hollywood No. 13 |      |
| 1933 | Mr. Broadway                  |      |
| 1941 | Recordar es vivir             |      |

## 舞台
| 年   | 演目               | 役名     | 劇場                                 | 他の著名な出演者                       |
| ---- | ------------------ | -------- | ------------------------------------ | -------------------------------------- |
| 1925 | Mexican Ra-Ta-Plan | 一人多役 | テアトロ・レジス、メキシコシティ     | デリア・マガナ、セリア・パディーリャ   |
| 1925 | ¡No lo tapes!      | 一人多役 | テアトロ・レジス、メキシコシティ     |                                        |
| 1925 | Mexico Multicolor  | 一人多役 | テアトロ・リリコ、メキシコシティ     | デリア・マガナ、ホアキン・パルダベ     |
| 1932 | Hot-Cha!           | Conchita | ジーグフェルド劇場、ニューヨーク     | バート・ラー、バディ・ロジャース       |
| 1933 | Strike Me Pink     | 一人多役 | マジェスティック劇場、ニューヨーク   | ジミー・デュランテ                     |
| 1938 | You Never Know     | María    | ウィンターガーデン劇場、ニューヨーク | リビー・ホルマン、クリフトン・ウェッブ |

## 大衆文化における言及

### 書籍
- ロバート・ストーン（英語版）の小説「Children of Light」で、問題を抱えた女優が入水自殺に言及し「水に潜るルーペ・ヴェレス」のように実行する。
- マイケル・シェイボンの小説「カヴァリエ&クレイの驚くべき冒険（英語版）」とシェイボンの同名小説を原作とする2000年の映画『ワンダー・ボーイズ』でヴェレスについて触れられている。

### 映画・テレビ
- 1949年、ロサンゼルスデイリーニューズは、ヴェレスの伝記映画の主演にプエルトリコのダンサーマルキータ・リヴェラ（英語版）が選ばれたと報じた。しかし当時のヴェレスの自殺を巡る論争のため映画が製作される事は無かった[73]。キューバのルンベーラ、アマリア・アギラール（英語版）もヴェレス映画主演の交渉中であったが、ハリウッドで活動しない事を決めメキシコに戻った[74]。
- アンディ・ウォーホルが監督し、イーディ・セジウィックがヴェレス役で主演したアンダーグラウンド映画『Lupe』（1965年）はヴェレスが死んだ夜をベースにしている。セジウィック（ウォーホル映画には最後の出演となった）が「美しい自殺」を計画しながら、便器で溺れ死ぬという結末に終わる[75]。
- 2009年8月、短編映画『Forever Lupe』がシアトル・ラティーノ・フィルム・ フェスティバルで初公開された。マルティン・キャバレロ監督によるヴェレスの人生に基づいた映画で、メキシコの女優マリエーリ・ロモがヴェレス役で主演した[76]。
- 2012年、メキシコの監督カルロス・カレラ（英語版）がメキシコ・アメリカ合作となるルーペ・ヴェレス伝記映画の準備を進めていると報じられた。メキシコの女優アナ・デ・ラ・レゲラがヴェレス役に選ばれた[77]。
- 2014年の映画『Return to Babylon』でキューバ系ベネズエラ人女優マリア・コンチータ・アロンゾがヴェレスを演じた[78]。
- シットコム『そりゃないぜ!? フレイジャー』のパイロット版「全員集合!?」 (The Good Son) でフレイジャー・クレインの担当プロデューサー、ロズ・ドイル（英語版）は「不死に対する最終的な試みをすることに決めた」と言ったルーペ・ヴェレスの物語を話し、フレイジャーの人生に対する見解を改善しようと試みる。ロズはヴェレスの自殺の例の都市伝説を語り、「我々が計画したように物事は進まないにしても、それらは何とかして解決出来る」とフレイジャーに気付かせる。フレイジャーが「ルーペはどうやって解決したんだ?」と尋ねると、ロズは「彼女が望んだ事は記憶され続ける事だった」と言った。「貴方はこの物語を忘れられる?」[79]
- ザ・シンプソンズの1997年のエピソード「ホーマーのバート改造計画」 (Homer's Phobia) でゲストスターのジョン・ウォーターズはホーマーを除くシンプソン一家を連れて、スプリングフィールドの商店街にドライブに出掛けた。ドライブ中、彼はヴェレスが溺れたトイレを買った（と彼が言い張る）店を指し示した[80]。